# Луїджі Саккетті
Луїджі Саккетті (італ. Luigi Sacchetti, нар. 22 березня 1958, Реджо-Калабрія) — італійський футболіст, що грав на позиції півзахисника. По завершенні ігрової кар'єри — тренер.
Виступав за молодіжну збірну Італії. Чемпіон Італії. 

## Клубна кар'єра
Народився 22 березня 1958 року в місті Реджо-Калабрія. Вихованець футбольної школи клубу «Фіорентина». Протягом 1975–1976 років здобував перший досвід дорослого футболу у нижчолігових «Джоєзе» та «Асті», після чого дебютував у складі основної команди «Фіорентини». Протягом наступних шести сезонів відіграв за флорентійську команду майже 100 ігор у чемпіонаті Італії.
1982 року перейшов до лав «Верони», якій у сезоні 1984/85 завоювати перший в історії титул чемпіона Італії. Протягом 1986–1987 років захищав кольори «Брешії», після чого ще на один сезон повернувся до «Верони».
Завершив ігрову кар'єру у команді «Алессандрія», за яку виступав протягом 1989—1990 років.

## Виступи за збірні
1977 року викликався до лав юнацької збірної Італії (U-20), у складі якої був учасником тогорічного молодіжного чемпіонату світу.
Протягом 1980–1982 років залучався до складу молодіжної збірної Італії. На молодіжному рівні зіграв у чотирьох офіційних матчах. Був учасником молодіжного Євро-1980, на якому італійці припинили боротьбу на стадії чвертьфіналів.

## Кар'єра тренера
Розпочав тренерську кар'єру, повернувшись до футболу після невеликої перерви, 1997 року, ставши тренером однієї з юнацьких команд у структурі клубу «Верона».
Протягом тренерської кар'єри також очолював команди «Карпі» та «Новара».
Наразі останнім місцем тренерської роботи був клуб «Цевіо», головним тренером команди якого Луїджі Саккетті був з 2009 по 2015 рік.

## Титули і досягнення
- Чемпіон Італії (1):

«Верона»: 1984-1985